# Bonderups landskommun
Bonderups landskommun var en tidigare kommun i dåvarande Malmöhus län.

## Administrativ historik
Den 1 januari 1863, när kommunalförordningarna började tillämpas, skapades över hela riket cirka 2 500 kommuner, varav 89 städer, 8 köpingar och resten landskommuner. Då inrättades i Bonderups socken i Torna härad i Skåne denna kommun.
1952 genomfördes den första av 1900-talets två genomgripande kommunreformer i Sverige. Då upphörde Bonderups kommun och området gick upp i Dalby landskommun. Denna i sin tur förenades med Lunds kommun år 1974.

## Politik

### Mandatfördelning i Bonderups landskommun 1938-1946
| 7 | 3 | 5 |

| 15 |

| 15 |

| 15 |

| 6 | 3 | 6 |

| 15 |